# Campionato europeo delle nazioni 2012-2014 (rugby a 15)
Il Campionato europeo delle nazioni 2012-14 (in francese Championnat d'Europe des nations 2012-14) fu la 9ª edizione del campionato europeo delle nazioni, la 44ª edizione del torneo internazionale organizzato dalla FIRA ‒ Associazione Europea di Rugby e, relativamente alla sua prima divisione, il 42º e 43º campionato europeo di rugby a 15.
Si tenne dal 2 febbraio 2013 al 15 marzo 2014 tra 6 squadre che si affrontarono con la formula del girone unico con gare di andata e ritorno.
Il torneo servì come base per la qualificazione della zona europea alla Coppa del Mondo 2015 secondo un complesso meccanismo che prevedeva, alla fine delle gare d'andata (2012-13), una serie di incontri eliminatori tra le squadre prime classificate dalla divisione 2.D fino alla 2.A, e successivamente con la vincitrice della divisione 1.B 2012-14 e infine spareggio della squadra emergente da tali eliminatorie con la terza classificata della prima divisione 2012-14 per un posto nei ripescaggi intercontinentali.
Le squadre piazzate ai primi due posti della classifica finale 2012-14 della prima divisione, invece, si qualificarono direttamente alla Coppa del Mondo di rugby 2015.
Per quanto riguarda il titolo di campione d'Europa, sia per la stagione 2012-13 che per quella successiva andò alla Georgia la quale, inoltre, vincendo la classifica aggregata del biennio, si qualificò alla Coppa del Mondo di rugby 2015 come prima europea, mentre invece fu la Romania a prendere la seconda piazza continentale utile per la rassegna mondiale; la Russia, terza classificata, accedette all'ultimo turno di spareggio europeo per l'accesso ai ripescaggi interzona alla Coppa del Mondo.
La stagione 2012-13 della seconda divisione vide vincitrici a metà torneo, rispettivamente dal gruppo 2.A al gruppo 2.D, Paesi Bassi, Israele, Cipro e Lussemburgo, ma non essendo Cipro affiliata all'IRB e quindi impossibilitata a prendere parte alle qualificazioni alla Coppa del Mondo, il suo posto fu preso dalla Slovenia, classificatasi seconda nella divisione 2.C.
Nelle divisioni tra la 2.A e la 2.D fu introdotto anche lo spareggio tra le penultime classificate di una divisione con le seconde classificate di quella immediatamente inferiore.
Vincitrice della divisione 1.B fu la Germania, mentre a retrocedere dalla divisione 1.A fu il Belgio.
Il torneo segnò l'esordio della Turchia, neo affiliata, ammessa alla divisione 3.A e alla fine di essa promossa in divisione 2.B; vide anche il forfait dell'Armenia, impossibilitata a pagare la quota di affiliazione e costretta a ritirarsi dal torneo lasciando il suo posto nella divisione 2.C all'Ungheria; proprio l'Ungheria, alla fine del biennio, fu beneficiata da un'altra defezione, quella della Danimarca, che non disputò lo spareggio di propria assegnazione finendo quindi retrocessa lasciando ai magiari il proprio posto nella divisione superiore.
Gli altri due spareggi interdivisionali furono vinti dalle squadre di quella che, delle due contendenti, proveniva dalla divisione superiore.
Per tutte le divisioni il sistema di punteggio fu quello dell'Emisfero Sud, vale a dire 4 punti per la vittoria, 2 punti per il pareggio, 0 punti per la sconfitta; un eventuale punto di bonus sia per avere realizzato almeno quattro mete in un incontro e un ulteriore eventuale punto di bonus per la sconfitta con sette o meno punti di scarto.

## Squadre partecipanti
| Divisione 1.A | Divisione 1.B | Divisione 2.A | Divisione 2.B | Divisione 2.C | Divisione 2.D        | Divisione 3 |
| ------------- | ------------- | ------------- | ------------- | ------------- | -------------------- | ----------- |
| Belgio        | Germania      | Croazia       | Andorra       | Austria       | Bosnia ed Erzegovina | Azerbaigian |
| Georgia       | Moldavia      | Lettonia      | Danimarca     | Bulgaria      | Finlandia            | Slovacchia  |
| Portogallo    | Polonia       | Malta         | Israele       | Cipro         | Grecia               | Turchia     |
| Romania       | Rep. Ceca     | Paesi Bassi   | Lettonia      | Slovenia      | Lussemburgo          |             |
| Russia        | Svezia        | Svizzera      | Serbia        | Ungheria      | Norvegia             |             |
| Spagna        | Ucraina       |               |               |               |                      |             |

## Divisione 1.A

### Stagione 2012-13

#### 1ª giornata
| Arbitro: | Neil Hennessy |

|               |      |                          |
| Bardy 63’     | mt   | 75’ Căpăţână             |
| Leal 63’      | tr   | 75’ Vlaicu               |
| Leal 24’, 69’ | c.p. | 5’, 29’, 35’, 51’ Vlaicu |

| Arbitro: | David Wilkinson |

|                     |      |               |
| Babaev 11’          | mt   |               |
| Ključnikov 11’      | tr   |               |
| Ključnikov 59’, 71’ | c.p. | 14’ Nava      |
|                     | drop | 45’, 54’ Nava |

| Arbitro: | Matteo Liperini |

|                      |      |                             |
| Mirrialakis 23’      | mt   | 50’ Gorgodze 71’ Chilachava |
| A. Williams 23’      | tr   | 71’ Kvirikashvili           |
| A. Williams 39’, 43’ | c.p. | 40’, 72’ Kvirikashvili      |

#### 2ª giornata
| Arbitro: | Gia Amirkhanashvili |

|                                  |      |                        |
| Khmaladze 3’ Zibzibadze 64’, 79’ | mt   |                        |
| Kvirikashvili 3’, 79’            | tr   |                        |
| Kvirikashvili 59’, 72’           | c.p. | 8’, 55’, 60’, 70’ Leal |

| Arbitro: | Luke Pearce |

|                               |      |                          |
| Dascalu 58’ Vlaicu 79’        | mt   | 15’ Gerasimov            |
| Vlaicu 58’, 79’               | tr   |                          |
| Vlaicu 7’, 38’, 44’, 71’, 75’ | c.p. | 13’, 40’, 49’ Ključnikov |

| Arbitro: | Stéphane Pomarède |

|                         |      |                       |
| Demolder 23’ Piron 50’  | mt   | 4’ Tudela 71’ Carter  |
| A. Williams 23’         | tr   | 71’ Carrión           |
| A. Williams 1’, 7’, 75’ | c.p. | 38’, 57’, 71’ Carrión |

#### 3ª giornata
| Arbitro: | Laurent Cardona |

|                                          |      |                                   |
|                                          | mt   | 59’ Kolelishvili 80’ Kubriashvili |
|                                          | tr   | 59’, 80’ Kvirikashvili            |
| Ključnikov 6’ Janjuškin 66’ Sugrobov 76’ | c.p. | 11’, 25’, 71’ Kvirikashvili       |

| Arbitro: | Giuseppe Vivarini |

|                       |      |                                    |
| Pardo 45’ Sempere 78’ | mt   | 20’ Fercu                          |
| Simpson 45’           | tr   | 20’ Vlaicu                         |
| Simpson 18’           | c.p. | 7’, 11’, 15’, 27’, 48’, 66’ Vlaicu |

| Arbitro: | Vlad Iordachescu |

|               |      |                              |
| Foro 17’, 61’ | mt   |                              |
| Leal 61’      | tr   |                              |
| Leal 6’, 76’  | c.p. | 4’, 8’, 40’, 70’ A. Williams |

#### 4ª giornata
| Arbitro: | Stuart Gaffikin |

|                                                                                                |      |                       |
| Basilaia 22’, 63’ Sharikadze 26’ Khmaladze 33’ Machkhaneli 46’ Kakovin 49’ Mchedlidze 69’, 80’ | mt   | 27’ Tudela 67’ Carter |
| Kvirikashvili 22’, 26’, 33’, 63’ Tsiklauri 69’, 80’                                            | tr   | 57’ Simpson           |
| Kvirikashvili 8’, 21’, 31’                                                                     | c.p. | 5’, 11’ Simpson       |

| Arbitro: | Andy Ireland |

|                          |      |                                              |
| Demolder 64’             | mt   | 3’ Rădoi 35’ tecnica 41’ Macovei 55’ Dimofte |
| A. Williams 2’, 29’, 39’ | tr   | 35’, 41’, 55’ Vlaicu                         |
|                          | c.p. | 14’ Vlaicu 71’ Dimofte                       |

| Arbitro: | Jean-Pierre Matheu |

|                                  |      |                                                   |
| Esteves 55’                      | mt   | 22’ Ostrouško 45’ Kulemin 48’ Temnov 65’ Artem'ev |
|                                  | tr   | 22’, 45’, 48’, 65’ Janjuškin                      |
| Leal 4’, 17’, 21’, 30’, 32’, 38’ | c.p. | 8’ Janjuškin                                      |

#### 5ª giornata
| Arbitro: | Ian Davies |

|                      |      |                            |
| Vlaicu 15’, 20’, 52’ | c.p. | 7’, 30’, 44’ Kvirikashvili |

| Arbitro: | Cédric Marchat |

|                          |      |                           |
| Simpson 3’, 80’ Nava 16’ | c.p. | 46’, 69’ Leal 62’ Marques |

| Arbitro: | Claudio Blessano |

|                                                                                  |      |                                                 |
| Gresev 7’ Kulemin 21’, 66’ tecnica 36’ Gerasimov 48’ Temnov 53’ Cnobiladze 80+3’ | mt   | 17’ Miriallakis 62’ Nana 69’ Berger 80’ tecnica |
| Ključnikov 36’, 48’, 66’, 80+3’                                                  | tr   | 17’, 70’, 80’ Fierro                            |
|                                                                                  | c.p. | 11’, 38’ Fierro                                 |

##### Classifica stagione 2012-13
|  | Classifica | G | V | N | P | PF  | PS  | P±  | B | PT |
|  | ---------- | - | - | - | - | --- | --- | --- | - | -- |
|  | Georgia    | 5 | 4 | 1 | 0 | 135 | 61  | +74 | 1 | 19 |
|  | Romania    | 5 | 4 | 1 | 0 | 114 | 65  | +49 | 1 | 19 |
|  | Russia     | 5 | 3 | 0 | 2 | 110 | 116 | -6  | 2 | 14 |
|  | Portogallo | 5 | 1 | 1 | 3 | 75  | 96  | -21 | 1 | 7  |
|  | Belgio     | 5 | 0 | 1 | 4 | 92  | 131 | -39 | 3 | 5  |
|  | Spagna     | 5 | 0 | 2 | 3 | 72  | 129 | -57 | 1 | 5  |

### Stagione 2013-14

#### 1ª giornata
| Arbitro: | Sean Gallagher |

|                          |      |  |
| Rădoi 34’ Gál 60’        | mt   |  |
| Vlaicu 34’               | tr   |  |
| Vlaicu 8’, 31’, 40’, 42’ | c.p. |  |

| Arbitro: | Lloyd Linton |

|                                   |      |                                         |
| P. Feijoo 34’ Cook 65’ Giboun 78’ | mt   | 19’ Makoveckij 24’ Otrokov 71’ Kušnarëv |
| Peluchon 65’, 78’                 | tr   | 19’, 24’ Kušnarëv                       |
| Peluchon 16’, 40’                 | c.p. | 10’, 27’, 30’ Kušnarëv                  |

| Arbitro: | Vlad Iordachescu |

|                                                                                   |      |  |
| Mikautadze 4’ Kvirikashvili 10’, 31’ Sharikadze 20’ Machkhaneli 55’ Chkhaidze 65’ | mt   |  |
| Kvirikashvili 10’                                                                 | tr   |  |
| Kvirikashvili 40’                                                                 | c.p. |  |

#### 2ª giornata
| Arbitro: | Cédric Marchat |

|                    |      |                                                |
|                    | mt   | 39’ Zibzibadze 60’ Kvirikashvili 72’ Kacharava |
|                    | tr   | 60’, 72’ Kvirikashvili                         |
| Ávila 2’, 43’, 51’ | c.p. | 9’, 16’, 20’, 27’, 45’ Kvirikashvili           |

| Arbitro: | David Wilkinson |

|              |      |                                              |
|              | mt   | 40’ Burcea 54’ Lucaci 69’ Dumitru 80’ Manole |
|              | tr   | 40’, 54’, 69’ Vlaicu 80’ Calafeteanu         |
| Kušnarëv 12’ | c.p. | 44’, 80+1’ Vlaicu                            |

| Arbitro: | Marius Mitrea |

|               |      |                      |
| Negrillo 39’  | mt   |                      |
| Snee 48’, 59’ | c.p. | 36’, 44’ A. Williams |

#### 3ª giornata
| Arbitro: | Alexandre Ruiz |

|                                                                          |      |              |
| Zirakašvili 26’ Kolelishvili 41’ Gorgodze 51’ Zibzibadze 70’ tecnica 80’ | mt   | 11’ Otrokov  |
| Kvirikashvili 26’, 41’, 51’ Malaguradze 80’                              | tr   | 11’ Kušnarëv |
| Kvirikashvili 21’                                                        | c.p. | 35’ Kušnarëv |

| Arbitro: | James McPhail |

|                                              |      |                |
| tecnica 40’ Dumitru 55’, 77’ Calafeteanu 65’ | mt   |                |
| Vlaicu 40’, 55’, 65’                         | tr   |                |
| Vlaicu 6’, 19’                               | c.p. | 21’, 40’ Malie |

| Arbitro: | Neil Hennessy |

|                     |      |                       |
|                     | mt   | 46’ G. Uva 74’ Murray |
| A. Williams 4’, 13’ | c.p. | 6’, 24’, 32’ Ávila    |

#### 4ª giornata
| Arbitro: | Neil Hennessy |

|                          |      |                            |
| Sempere 36’ Peluchon 41’ | mt   | 52’ Gorgodze 56’ Nemsadze  |
| Peluchon 36’, 41’        | tr   | 56’ Kvirikashvili          |
| Peluchon 77’             | c.p. | 8’, 21’, 68’ Kvirikashvili |
|                          | drop | 30’ Kvirikashvili          |

| Arbitro: | Matthew Carley |

|                                                                          |      |                     |
| Ostrikov 5’ Artem'ev 11’ V. Cnobiladze 42’ Ostrouško 46’ Galinovskij 48’ | mt   | 23’ G. Uva 66’ Foro |
| Kušnarëv 5’, 11’ Sugrobov 46’                                            | tr   | 23’ Ávila           |
| Kušnarëv 28’                                                             | c.p. | 9’, 20’ Ávila       |

| Arbitro: | Claudio Blessano |

|                                                  |      |                 |
| Lucaci 4’ tecnica 25’ Calafeteanu 59’ Burcea 79’ | mt   | 74’ tecnica     |
| Vlaicu 4’, 25’, 59’                              | tr   | 74’ A. Williams |
| Vlaicu 35’                                       | c.p. | 57’ A. Williams |

#### 5ª giornata
| Arbitro: | Luke Pearce |

|                                                 |      |                     |
| Zirakašvili 25’                                 | mt   |                     |
| Kvirikashvili 25’                               | tr   |                     |
| Kvirikashvili 7’, 23’, 40’, 51’ Malaguradze 64’ | c.p. | 2’, 13’, 18’ Vlaicu |

| Arbitro: | Laurent Cardona |

|                          |      |                                     |
| V. Uva 29’ Foro 43’      | mt   | 59’ tecnica 67’ J. Carter 72’ Genua |
| Ávila 30’                | tr   | 59’, 67’ Malie                      |
| Ávila 13’, 32’, 46’, 64’ | c.p. | 3’, 20’, 77’ Malie                  |

| Arbitro: | Giuseppe Vivarini |

|                      |      |                                                                               |
| Neill 13’ Nana 79’   | mt   | 16’ V. Cnobiladze 38’, 74’ Ostrouško 43’ Matoveckij 54’ Sugrobov 66’ Artem'ev |
| A. Williams 13’, 79’ | tr   | 54’ Sugrobov 66’ Chudjakov                                                    |
| A. Williams 52’      | c.p. |                                                                               |
| A. Williams 28’      | drop |                                                                               |

##### Classifica stagione 2013-14
|  | Classifica | G | V | N | P | PF  | PS  | P±   | B | PT |
|  | ---------- | - | - | - | - | --- | --- | ---- | - | -- |
|  | Georgia    | 5 | 5 | 0 | 0 | 151 | 45  | +106 | 2 | 22 |
|  | Romania    | 5 | 4 | 0 | 1 | 128 | 41  | +87  | 3 | 19 |
|  | Russia     | 5 | 3 | 0 | 2 | 109 | 133 | -24  | 2 | 14 |
|  | Spagna     | 5 | 2 | 0 | 3 | 87  | 114 | -27  | 2 | 10 |
|  | Portogallo | 5 | 1 | 0 | 4 | 70  | 126 | -56  | 1 | 5  |
|  | Belgio     | 5 | 0 | 0 | 5 | 42  | 128 | -86  | 1 | 1  |

### Classifica combinata 2012-14
|               | Classifica | G  | V | N | P | PF  | PS  | P±   | B | PT |
| ------------- | ---------- | -- | - | - | - | --- | --- | ---- | - | -- |
|               | Georgia    | 10 | 9 | 1 | 0 | 286 | 106 | +180 | 3 | 41 |
|               | Romania    | 10 | 8 | 1 | 1 | 242 | 106 | +136 | 4 | 38 |
|               | Russia     | 10 | 6 | 0 | 4 | 219 | 249 | -30  | 4 | 28 |
|               | Spagna     | 10 | 2 | 2 | 6 | 159 | 243 | -84  | 3 | 15 |
|               | Portogallo | 10 | 2 | 1 | 7 | 145 | 222 | -77  | 2 | 12 |
| Retrocessione | Belgio     | 10 | 0 | 1 | 9 | 134 | 259 | -125 | 4 | 6  |

## Divisione 1.B
| Data       | Incontro             | Risultato | Sede       |
| ---------- | -------------------- | --------- | ---------- |
| 6-10-2012  | Rep. Ceca ― Polonia  | 3-29      | Říčany     |
| 20-10-2012 | Svezia ― Ucraina     | 10-22     | Stoccolma  |
| 27-10-2012 | Svezia ― Moldavia    | 54-6      | Stoccolma  |
| 27-10-2012 | Germania ― Ucraina   | 46-28     | Berlino    |
| 3-11-2012  | Polonia ― Germania   | 22-13     | Danzica    |
| 10-11-2012 | Rep. Ceca ― Svezia   | 18-22     | Praga      |
| 17-11-2012 | Germania ― Moldavia  | 32-14     | Heidelberg |
| 17-11-2012 | Ucraina ― Rep. Ceca  | 42-15     | Dnipro     |
| 9-3-2013   | Rep. Ceca ― Germania | 8-27      | Praga      |
| 16-3-2013  | Moldavia ― Rep. Ceca | 37-12     | Chișinău   |
| 30-3-2013  | Polonia ― Ucraina    | 13-12     | Gdynia     |
| 6-4-2013   | Germania ― Svezia    | 73-17     | Amburgo    |
| 7-4-2013   | Ucraina ― Moldavia   | 18-38     | Odessa     |
| 13-4-2013  | Moldavia ― Polonia   | 24-20     | Chișinău   |
| 1-6-2013   | Svezia ― Polonia     | 19-11     | Stoccolma  |
| 7-9-2013   | Polonia ― Svezia     | 30-9      | Varsavia   |
| 12-10-2013 | Polonia ― Rep. Ceca  | 30-10     | Varsavia   |
| 19-10-2013 | Svezia ― Rep. Ceca   | 11-17     | Enköping   |
| 26-10-2013 | Ucraina ― Germania   | 16-28     | Charkiv    |
| 2-11-2013  | Ucraina ― Svezia     | 35-11     | Kiev       |
| 9-11-2013  | Moldavia ― Svezia    | 50-20     | Chișinău   |
| 9-11-2013  | Germania ― Polonia   | 43-13     | Berlino    |
| 16-11-2013 | Moldavia ― Germania  | 30-15     | Chișinău   |
| 16-11-2013 | Rep. Ceca ― Ucraina  | 10-17     | Zlín       |
| 5-4-2014   | Polonia ― Moldavia   | 12-21     | Siedlce    |
| 5-4-2014   | Germania ― Rep. Ceca | 76-12     | Heidelberg |
| 12-4-2014  | Moldavia ― Ucraina   | 28-8      | Chișinău   |
| 26-4-2014  | Ucraina ― Polonia    | 29-28     | Leopoli    |
| 26-4-2014  | Rep. Ceca ― Moldavia | 37-19     | Praga      |
| 26-4-2014  | Svezia ― Germania    | 20-45     | Enköping   |

|               | Classifica | G  | V | N | P | PF  | PS  | P±   | B | PT |
| ------------- | ---------- | -- | - | - | - | --- | --- | ---- | - | -- |
|               | Germania   | 10 | 8 | 0 | 2 | 398 | 180 | +218 | 7 | 39 |
|               | Moldavia   | 10 | 7 | 0 | 3 | 267 | 228 | +39  | 6 | 34 |
|               | Ucraina    | 10 | 5 | 0 | 5 | 227 | 227 | 0    | 4 | 24 |
|               | Polonia    | 10 | 5 | 0 | 5 | 208 | 183 | +25  | 2 | 22 |
|               | Svezia     | 10 | 3 | 0 | 7 | 193 | 307 | -114 | 2 | 14 |
| Retrocessione | Rep. Ceca  | 10 | 2 | 0 | 8 | 142 | 310 | -168 | 3 | 11 |

## 2ª divisione

### Divisione 2.A
| Data       | Incontro               | Risultato | Sede       |
| ---------- | ---------------------- | --------- | ---------- |
| 27-10-2012 | Croazia ― Malta        | 20-19     | Macarsca   |
| 3-11-2012  | Malta ― Lituania       | 34-17     | Paola      |
| 3-11-2012  | Svizzera ― Croazia     | 29-20     | Nyon       |
| 10-11-2012 | Lituania ― Paesi Bassi | 16-24     | Šiauliai   |
| 17-11-2012 | Paesi Bassi ― Svizzera | 24-7      | Amsterdam  |
| 6-4-2013   | Malta ― Svizzera       | 10-19     | Paola      |
| 13-4-2013  | Svizzera ― Lituania    | 37-21     | Nyon       |
| 13-4-2013  | Paesi Bassi ― Malta    | 48-10     | Amsterdam  |
| 20-4-2013  | Croazia ― Paesi Bassi  | 24-29     | Zagabria   |
| 27-4-2013  | Lituania ― Croazia     | 15-14     | Vilna      |
| 2-11-2013  | Lituania ― Malta       | 10-13     | Vilna      |
| 2-11-2013  | Croazia ― Svizzera     | 11-26     | Spalato    |
| 9-11-2013  | Malta ― Croazia        | 37-18     | Paola      |
| 9-11-2013  | Paesi Bassi ― Lituania | 34-25     | Amsterdam  |
| 16-11-2013 | Svizzera ― Paesi Bassi | 20-20     | Nyon       |
| 5-4-2014   | Malta ― Paesi Bassi    | 10-33     | Paola      |
| 12-4-2014  | Paesi Bassi ― Croazia  | 45-13     | Amsterdam  |
| 12-4-2014  | Svizzera ― Malta       | 14-29     | Winterthur |
| 19-4-2014  | Croazia ― Lituania     | 25-21     | Zagabria   |
| 26-4-2014  | Lituania ― Svizzera    | 24-18     | Šiauliai   |

|               | Classifica  | G | V | N | P | PF  | PS  | P±   | B | PT |
| ------------- | ----------- | - | - | - | - | --- | --- | ---- | - | -- |
|               | Paesi Bassi | 8 | 7 | 1 | 0 | 257 | 125 | +132 | 5 | 35 |
|               | Svizzera    | 8 | 4 | 1 | 3 | 170 | 159 | +11  | 3 | 21 |
|               | Malta       | 8 | 4 | 0 | 4 | 162 | 179 | -17  | 2 | 18 |
|               | Croazia     | 8 | 2 | 0 | 6 | 145 | 221 | -76  | 3 | 11 |
| Retrocessione | Lituania    | 8 | 2 | 0 | 6 | 149 | 199 | -50  | 3 | 11 |

### Divisione 2.B
| Data       | Incontro             | Risultato | Sede     |
| ---------- | -------------------- | --------- | -------- |
| 13-10-2012 | Danimarca ― Andorra  | 6-6       | Odense   |
| 13-10-2012 | Israele ― Serbia     | 48-22     | Netanya  |
| 27-10-2012 | Andorra ― Israele    | 5-26      | Andorra  |
| 27-10-2012 | Serbia ― Lettonia    | 39-21     | Belgrado |
| 3-11-2012  | Lettonia ― Danimarca | 27-15     | Riga     |
| 3-11-2012  | Serbia ― Andorra     | 23-26     | Belgrado |
| 30-3-2013  | Andorra ― Lettonia   | 11-22     | Andorra  |
| 6-4-2013   | Israele ― Lettonia   | 17-15     | Netanya  |
| 13-4-2013  | Danimarca ― Serbia   | 38-0      | Odense   |
| 20-4-2013  | Israele ― Danimarca  | 46-3      | Netanya  |
| 12-10-2013 | Lettonia ― Serbia    | 25-14     | Valmiera |
| 19-10-2013 | Serbia ― Israele     | 6-18      | Belgrado |
| 26-10-2013 | Lettonia ― Andorra   | 19-22     | Riga     |
| 2-11-2013  | Danimarca ― Israele  | 13-15     | Odense   |
| 23-11-2013 | Andorra ― Danimarca  | 22-11     | Andorra  |
| 29-3-2014  | Andorra ― Serbia     | 23-13     | Andorra  |
| 12-4-2014  | Israele ― Andorra    | 20-16     | Netanya  |
| 12-4-2014  | Serbia ― Danimarca   | 19-33     | Belgrado |
| 26-4-2014  | Lettonia ― Israele   | 29-22     | Riga     |
| 3-5-2014   | Danimarca ― Lettonia | 9-16      | Odense   |

|               | Classifica | G | V | N | P | PF  | PS  | P±   | B | PT |
| ------------- | ---------- | - | - | - | - | --- | --- | ---- | - | -- |
|               | Israele    | 8 | 7 | 0 | 1 | 212 | 109 | +103 | 2 | 33 |
|               | Lettonia   | 8 | 5 | 0 | 3 | 174 | 149 | +25  | 6 | 26 |
|               | Andorra    | 8 | 4 | 1 | 3 | 131 | 140 | -9   | 2 | 20 |
|               | Danimarca  | 8 | 2 | 1 | 5 | 128 | 151 | -23  | 4 | 14 |
| Retrocessione | Serbia     | 8 | 1 | 0 | 7 | 136 | 232 | -96  | 2 | 6  |

### Divisione 2.C
| Data       | Incontro            | Risultato | Sede      |
| ---------- | ------------------- | --------- | --------- |
| 6-10-2012  | Ungheria ― Bulgaria | 28-23     | Kecskemét |
| 20-10-2012 | Bulgaria ― Austria  | 12-7      | Sofia     |
| 27-10-2012 | Slovenia ― Ungheria | 8-7       | Lubiana   |
| 17-11-2012 | Austria ― Cipro     | 20-54     | Vienna    |
| 8-12-2012  | Cipro ― Slovenia    | 49-8      | Pafo      |
| 16-3-2013  | Cipro ― Bulgaria    | 79-10     | Pafo      |
| 6-4-2013   | Austria ― Ungheria  | 10-14     | Vienna    |
| 6-4-2013   | Bulgaria ― Slovenia | 20-14     | Sofia     |
| 20-4-2013  | Ungheria ― Cipro    | 15-16     | Esztergom |
| 20-4-2013  | Slovenia ― Austria  | 22-20     | Lubiana   |
| 5-10-2013  | Bulgaria ― Ungheria | 5-67      | Sofia     |
| 19-10-2013 | Austria ― Bulgaria  | 58-14     | Vienna    |
| 26-10-2013 | Ungheria ― Slovenia | 35-3      | Esztergom |
| 9-11-2013  | Slovenia ― Cipro    | 3-34      | Lubiana   |
| 30-11-2013 | Cipro ― Austria     | 22-8      | Pafo      |
| 12-4-2014  | Ungheria ― Austria  | 23-12     | Esztergom |
| 12-4-2014  | Slovenia ― Bulgaria | 43-17     | Lubiana   |
| 26-4-2014  | Bulgaria ― Cipro    | 15-46     | Sofia     |
| 3-5-2014   | Austria ― Slovenia  | 20-8      | Vienna    |
| 17-5-2014  | Cipro ― Ungheria    | 46-13     | Pafo      |

|               | Classifica | G | V | N | P | PF  | PS  | P±   | B | PT |
| ------------- | ---------- | - | - | - | - | --- | --- | ---- | - | -- |
|               | Cipro      | 8 | 8 | 0 | 0 | 346 | 92  | +254 | 6 | 38 |
|               | Ungheria   | 8 | 5 | 0 | 3 | 199 | 123 | +76  | 4 | 24 |
|               | Slovenia   | 8 | 3 | 0 | 5 | 109 | 202 | -93  | 3 | 15 |
|               | Austria    | 8 | 2 | 0 | 6 | 155 | 166 | -11  | 4 | 12 |
| Retrocessione | Bulgaria   | 8 | 2 | 0 | 6 | 116 | 342 | -226 | 1 | 9  |

### Divisione 2.D
| Data       | Incontro                           | Risultato | Sede        |
| ---------- | ---------------------------------- | --------- | ----------- |
| 6-10-2012  | Finlandia ― Lussemburgo            | 14-16     | Helsinki    |
| 20-10-2012 | Norvegia ― Finlandia               | 32-3      | Oslo        |
| 3-11-2012  | Norvegia ― Bosnia ed Erzegovina    | 11-9      | Bergen      |
| 10-11-2012 | Lussemburgo ― Norvegia             | 15-8      | Lussemburgo |
| 17-11-2012 | Grecia ― Bosnia ed Erzegovina      | 22-17     | Salonicco   |
| 30-3-2013  | Grecia ― Finlandia                 | 11-13     | Atene       |
| 13-4-2013  | Bosnia ed Erzegovina ― Lussemburgo | 33-23     | Tešanj      |
| 13-4-2013  | Grecia ― Norvegia                  | 21-14     | Atene       |
| 20-4-2013  | Lussemburgo ― Grecia               | 20-7      | Lussemburgo |
| 20-4-2013  | Bosnia ed Erzegovina ― Finlandia   | 19-15     | Zenica      |
| 28-9-2013  | Finlandia ― Grecia                 | 35-20     | Turku       |
| 12-10-2013 | Finlandia ― Norvegia               | 12-24     | Turku       |
| 12-10-2013 | Bosnia ed Erzegovina ― Grecia      | 17-20     | Bihać       |
| 19-10-2013 | Norvegia ― Lussemburgo             | 7-9       | Oslo        |
| 9-11-2013  | Lussemburgo ― Bosnia ed Erzegovina | 12-24     | Lussemburgo |
| 19-4-2014  | Bosnia ed Erzegovina ― Norvegia    | 43-0      | Zenica      |
| 26-4-2014  | Grecia ― Lussemburgo               | 8-52      | Salonicco   |
| 10-5-2014  | Norvegia ― Grecia                  | 45-23     | Bergen      |
| 10-5-2014  | Lussemburgo ― Finlandia            | 27-7      | Lussemburgo |
| 31-5-2014  | Finlandia ― Bosnia ed Erzegovina   | 29-25     | Turku       |

|               | Classifica           | G | V | N | P | PF  | PS  | P±  | B | PT |
| ------------- | -------------------- | - | - | - | - | --- | --- | --- | - | -- |
|               | Lussemburgo          | 8 | 6 | 0 | 2 | 174 | 108 | +66 | 1 | 25 |
|               | Bosnia ed Erzegovina | 8 | 4 | 0 | 4 | 187 | 132 | +55 | 5 | 21 |
|               | Norvegia             | 8 | 4 | 0 | 4 | 141 | 135 | +6  | 5 | 21 |
|               | Finlandia            | 8 | 3 | 0 | 5 | 128 | 174 | -46 | 4 | 16 |
| Retrocessione | Grecia               | 8 | 3 | 0 | 5 | 132 | 213 | -81 | 1 | 13 |

## 3ª divisione
| Data       | Incontro                 | Risultato | Sede       |
| ---------- | ------------------------ | --------- | ---------- |
| 11-11-2012 | Turchia ― Slovacchia     | 34-6      | Adalia     |
| 14-11-2012 | Slovacchia ― Azerbaigian | 25-16     | Adalia     |
| 17-11-2012 | Turchia ― Azerbaigian    | 53-3      | Adalia     |
| 17-11-2013 | Slovacchia ― Azerbaigian | 18-10     | Bratislava |
| 20-11-2013 | Turchia ― Azerbaigian    | 31-3      | Bratislava |
| 23-11-2013 | Slovacchia ― Turchia     | 3-55      | Bratislava |

|  | Classifica  | G | V | N | P | PF  | PS  | P±   | B | PT |
|  | ----------- | - | - | - | - | --- | --- | ---- | - | -- |
|  | Turchia     | 4 | 4 | 0 | 0 | 173 | 15  | +158 | 4 | 20 |
|  | Slovacchia  | 4 | 2 | 0 | 2 | 52  | 115 | -63  | 0 | 8  |
|  | Azerbaigian | 4 | 0 | 0 | 4 | 32  | 127 | -95  | 0 | 0  |

## Spareggi

### Spareggio divisione 2.A - 2.B
| Arbitro: | Aleksandr Bryzgalin |

|                |      |                     |
| Zalcmanis 29’  | mt   | 66’ Newton          |
| K. Bērziņš 29’ | tr   | 66’ Newton          |
| K. Bērziņš 16’ | c.p. | 8’, 50’, 53’ Newton |

### Spareggio divisione 2.B - 2.C
L'incontro tra Ungheria e Danimarca, in programma a Budapest il 24 maggio 2014, non si tenne in quanto la federazione danese non poteva sostenere i costi della trasferta; la vittoria fu quindi assegnata d'ufficio agli ungheresi; per effetto di ciò l'Ungheria fu promossa in divisione 2.B e la Danimarca retrocessa in 2.C per il biennio successivo.

### Spareggio divisione 2.C - 2.D
| Arbitro: | Afonso Nogueira |

|                 |      |                            |
| Durgut 15’, 65’ | mt   | 36’ Reisender 42’ Waidmann |
| Subašić 65’     | tr   | 36’, 42’ Navas             |
|                 | c.p. | 5’, 10’, 50’ Navas         |
|                 | drop | 32’ Navas                  |